# William Russell
William Russell (* 23. srpna 1947) je britský dramatik, textař a hudební skladatel. Mezi jeho nejznámější divadelní hry patří Educating Rita, Shirley Valentine nebo Blood Brothers (Pokrevní bratři).
Narodil se ve Whistonu, kde také vyrůstal. Jeho rodiče pracovali v knižním nakladatelství, takže ho často pobízeli ke čtení. Poté, co vystudoval, stal se kadeřníkem a založil si svůj vlastní kadeřnický salón. Russell dále vystřídal spoustu různých zaměstnání a napsal svou první hru – Keep Your Eyes Down Low (1971). Avšak první velký úspěch získal až se hrou o The Beatles John, Paul, George, Ringo … and Bert. Toto napsal pro Everyman Theatre, na West Endu měla hra premiéru roku 1974. Muzikál Pokrevní bratři (Blood Brothers) (1983), ke kterému napsal i hudbu, byl poprvé uveden v Liverpool a poté byl převeden do londýnského divadla Phoenix Theatre.
Russell píše písně až do šedesátých let dvacátého století, napsal hudbu ke většině svých her a muzikálů. V roce 2000 publikuje svůj první román The Wrong Boy. Je ve formě dopisů, hlavní postava se jmenuje Raymond Marks. Je mu devatenáct let a pochází z Manchesteru. Vypráví svůj životní příběh.

## Díla
- Keep Your Eyes Down on the road (hra 1971)
- Sam O'Shanker (hra 1972, muzikál 1973)
- Our day out (hra 1977, později adaptována na muzikál)
- Blind Scouse (1972)
- John, Paul, George, Ringo … and Bert (muzikál 1974)
- Death of a Young Man (hra 1974)
- Breezeblock Park (hra 1975)
- Our Day Out (napsáno jako televizní film 1976, muzikálová verze 1983)
- One for the Road (hra 1976)
- I Read The News Today (hra pro rádio 1976)
- Stags and Hens (1978 hra, zfilmováno v roce 1990 jako Dancin' thru the Dark)
- Educating Rita (hra 1980, film 1983)
- The Boy with the Transistor Radio (1980)
- One Summer (televizní seriál 1983)
- Blood Brothers (muzikál 1983, stále běží)
- Connie (1985)
- Shirley Valentine (hra 1986, film 1989)
- Terraces (BBC TV film 1993)
- The Wrong Boy (první román, 2000)
- Hoovering The Moon (2003)